# Парадеєво (Шарлицький район)
Параде́єво (рос. Парадеево) — село у складі Шарлицького району Оренбурзької області, Росія.

## Населення
Населення — 302 особи (2010; 358 у 2002).
Національний склад (станом на 2002 рік):
- росіяни — 89 %